# Kagemusha – spökgeneralen
Kagemusha - spökgeneralen (japanska 影武者, ordagrant "Skuggkrigare") är en japansk långfilm från 1980 i regi av Akira Kurosawa, med Tatsuya Nakadai, Tsutomu Yamazaki, Kenichi Hagiwara och Jinpachi Nezu i huvudrollerna. På japanska är en kagemusha en dubbelgångare till en ledare. Filmen utspelar sig under sengokuperioden och filmen slutar med slaget vid Nagashino 1575.

## Handling
Filmen öppnar med tre män i fokus, alla tre ser i stort sett likadana ut. De är Shingen (Tatsuya Nakadai), hans bror Nobukado (Tsutomu Yamazaki) och en tjuv som Nobukado träffat på och räddat från att bli korsfäst, då tjuvens utseende är väldigt likt Shingens. Shingen anser också att han kan bli användbar som en dubbelgångare och de bestämmer för att använda tjuven som en kagemusha.
Shingens arme har belägrat ett slott som tillhör Tokugawa Ieyasu (Masayuki Yui). När Shingen besöker slagfältet blir han skjuten av en prickskytt. Dödligt sårad beordrad han sina generaler att hemlighålla hans död i tre år. Han dör senare under färd med bara ett fåtal vittnen.
Nobukado introducerar tjuven till generalerna och föreslår att denna kagemusha ska ta över som Shingen. Snart är även motståndarnas spioner övertygade om att ledaren fortfarande är vid liv.

## Rollista
| Tatsuya Nakadai  | – Takeda Shingen     |
| Tsutomu Yamazaki | – Takeda Nobukado    |
| Kenichi Hagiwara | – Takeda Katsuyori   |
| Jinpachi Nezu    | – Tsuchiya Sohachiro |
| Hideji Ôtaki     | – Yamagata Masakage  |
| Daisuke Ryû      | – Oda Nobunaga       |
| Masayuki Yui     | – Tokugawa Ieyasu    |
| Kaori Momoi      | – Otsuyanokata       |
| Mitsuko Baishô   | – Oyunokata          |
| Hideo Murota     | – Baba Nobufusa      |
| Takayuki Shiho   | – Naito Masatoyo     |
| Kôji Shimizu     | – Atobe Katsusuke    |
| Noboru Shimizu   | – Hara Masatane      |
| Sen Yamamoto     | – Oyamada Nobushige  |
| Shuhei Sugimori  | – Kosaka Masanob     |
| Takashi Shimura  | – Taguchi Gyobu      |

## Utmärkelser
Vid filmfestivalen i Cannes 1980 delade Kagemusha Guldpalmen med Showtime. Kagemusha nominerades även för två Oscars (Bästa scenografi (Yoshirō Muraki) och Bästa utländska film). Filmen vann även en César för bästa utländska film.
- Oscars (USA)
  - Nominerad: Bästa scenografi (Yoshirō Muraki)
  - Nominerad: Bästa utländska film

- British Academy Film Awards (Storbritannien)
  - Vann: Bästa kostymering (Seiichiro Momosawa)
  - Vann: Bästa regi (Akira Kurosawa)
  - Nominerad: Bästa foto (Takao Saitō och Masaharu Ueda)
  - Nominerad: Bästa film

- Filmfestivalen i Cannes (Frankrike)
  - Vann: Guldpalmen (tillsammans med Showtime')

- Césarpriset (Frankrike)
  - Vann: Bästa utländska film

- David di Donatello-priset (Italien)
  - Vann: Bästa regi - Utländsk film (Akira Kurosawa)
  - Vann: Bäst producent - Utländsk film (Francis Ford Coppola och George Lucas; tillsammans med Hungaro Film för Vera och Stalin)

- Golden Globes (USA)
  - Nominerad: Bästa utländska film